# 亚瑟·卡尔韦尔

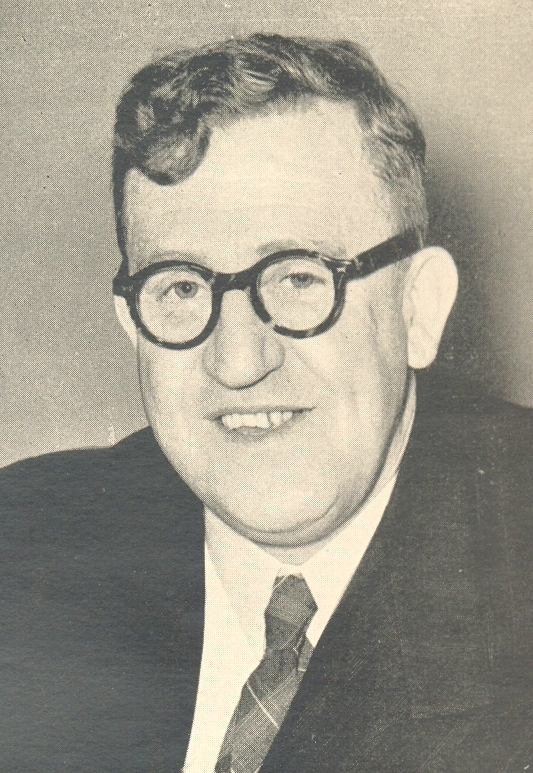
亚瑟·卡尔韦尔

亚瑟·奥古斯杜·卡尔韦尔（Arthur Augustus Calwell）（1896年8月28日 – 1973年7月8日)是澳大利亚政治家，曾在1940至1972年担任澳大利亚国会众议员，1945年至1949年在班·奇夫利政府内担任移民部长。1960年至1967年任澳大利亚工党党魁。

卡尔韦尔出生于墨尔本，父亲是警察，家庭出身贫寒。虽然他在中学成绩优秀，但由于家庭经济情况未能读进大学，中学毕业后在维多利亚州政府任低级公务员，参与工会活动，在1931当选工党的维州党部主席，1940年入选国会。第二次世界大战中卡尔韦尔在約翰·柯廷政府中担任信息部长，以对媒体审查严厉著称。战后的1945年转任移民部长，在此任上他成为澳大利亚的战后移民政策的主要设计师之一，利用他的工会背景说服工会接受扩大移民政策，奠定了澳大利亚此后半个世纪的亲移民基本政策，但他也坚决支持白澳政策，在欢迎欧洲移民和难民的同时他主导了遣返战时到达澳大利亚的马来亚、印度支那和中国难民，甚至包括已和澳大利亚公民结婚生子的难民。在这方面，卡尔韦尔最被后世记住的言论是1947年在国会辩论关于政府错误遣返一名黄（Wong）姓华人时的发言：

“我刚才提到的遣返政策是关于战时撤退到澳大利亚的人员的。这位华人据说在此已20年，所以显然不是战时撤退人员。笼统地说，我认为有论据认为他应该被认为是澳大利亚居民，毋庸置疑他的证件可以依据旧例不时延长。此案可能发生了错误。此位先生的姓是黄。在华人社群里有许多”黄“姓人氏，但我必须指出——尊敬的巴拉克拉瓦区议员肯定不会介意我这样说——两个‘黄’不抵一个‘白’（two Wongs do not make a White）。”

 (1947年12月2日《联邦议会辩论纪录》)
此句借用读音相似的英语谚语“Two wrongs do not make a right”（错错不得正，“勿报复”的意思），指根据白澳政策的价值观两个华人不值一个白人。 发言中提到的巴拉克拉瓦区议员托马斯·怀特爵士即姓“白”（White，“怀特”）。此句迅速成为澳大利亚国内白澳政策支持分子以及全世界反华种族分子的口号，甚至50多年后美国成衣店Abercrombie & Fitch仍在借用此句调侃亚裔人士。
在意识形态上，虽然卡尔韦尔是坚定的社会主义者，但不支持国有化运动。
1949年工党在大选中落败，卡尔韦尔出任副领袖，接下去数年中党内容共派与天主教反共派之间爆发路线斗争，卡尔韦尔由于出身于天主教背景受到党魁H·V·伊瓦特的猜疑，虽然卡尔韦尔最后选择站在党魁一面，与反共派决裂，但一直无法得到党内左派信任。卡尔韦尔虽然留在党内但没有改变对党内共产分子不满的态度。
1960年伊瓦特辞职后卡尔韦尔出任党魁，副手为高夫·惠特蘭，在1961年大选中以微小票数落败，但在1963年受到公众对工党受工会控制的不满再度落选（当时工党政策由工会主导的联邦大会制定，党魁必须服从大会决议，一张报纸刊出卡尔韦尔与惠特蘭在旅馆外等候电话通知两人大选政纲，表现工党领导层听从工会摆布而不是对选民负责）。 1966年大选中，工党以反对越战作为选战主题，但是当时选民仍高度支持出兵，工党再度落选。1967年卡尔韦尔辞去党魁职位，但仍时常攻击其继任者惠特蘭，对惠特蘭准备推翻白澳政策尤其不满。1972年大选时卡尔韦尔没有参选，惠特蘭领导的工党在此届大选中胜出。次年卡尔韦尔去世。